# 庫欽群島
庫欽群島是俄羅斯的群島，屬於法蘭士約瑟夫地群島的一部分，由2個島嶼組成，位於索爾茲伯里島東北面2公里，行政方面由阿爾漢格爾斯克州負責管轄，最高點海拔高度18米。